# Чемпионат мира по хоккею с шайбой среди женщин 2025
Чемпионат мира по хоккею среди женщин 2025 года — 24-й чемпионат, проведенный Международной федерацией хоккея с шайбой в чешском городе Ческе-Будеёвице. В соревновании приняло участие 10 команд.

## Формат соревнований
Пять лучших команд из предыдущего турнира были помещены в группу А, а команды, занявшие места с шестого по восьмое в турнире 2024 года, плюс две команды, переведенные из дивизиона IA 2024 года, были помещены в группу B. Все команды из группы А и три лучшие команды из группы В вышли в плей-офф, в то время как две нижние команды из группы В вылетели. На стадии плей-офф был произведен повторный посев после четвертьфинала.

## Участники
В чемпионате приняли участие 10 национальных — семь из Европы, две из Северной Америки и одна из Азии.
Европа
- Германия
- Финляндия
- Чехия^
- Швейцария
- Швеция
- Венгрия*
- Норвегия*

Северная Америка
- Канада
- США

Азия
- Япония

** = 2 команды пришли в высший дивизион по итогам I дивизиона 2024^ = Хозяева чемпионата

## Итоговое положение
| Место | Сборная   |
| ----- | --------- |
| 1     | США       |
| 2     | Канада    |
| 3     | Финляндия |
| 4     | Чехия     |
| 5     | Швейцария |
| 6     | Швеция    |
| 7     | Япония    |
| 8     | Германия  |
| 9     | Норвегия  |
| 10    | Венгрия   |